# Wilhelm Filchner
Wilhelm Filchner (Bayreuth, 13 settembre 1877 – Zurigo, 7 maggio 1957) è stato un geografo, esploratore e scrittore tedesco.
Autore di numerosi viaggi nel Pamir, Tibet, Cina e Nepal ha comandato la seconda spedizione antartica tedesca. Nel mare di Weddell, Filchner ha scoperto, tra gli altri, la barriera Filchner-Ronne.
Ha scritto 27 libri che parlano delle sue esplorazioni.

## Primi viaggi
Cresciuto a Monaco in una famiglia relativamente agiata, Filchner si arruola a 15 anni come cadetto nell'esercito bavarese. Ai primi del '900 si concede tre mesi di vacanza e, con un budget di 300 goldmark, intraprende il suo primo viaggio che lo porta in Russia, Caucaso, Kirghizistan sino ad attraversare a cavallo le montagne del Pamir.
La sua fama lo precede in Baviera e, nel 1903, partecipa ad una missione scientifica in Tibet dove effettua le sue prime misurazioni elettromagnetiche. Al suo ritorno, nel 1905, Filchner inizia a pensare ad una nuova spedizione tedesca in Antartide.

## L'Antartide
Con un piccolo gruppo di ricercatori Filchner effettua la sua spedizione di prova in Antartide sull'isola di Spitsbergen (Svalbard) e può presentare un concreto piano per una seconda spedizione antartica tedesca a Berlino nel marzo 1910. Grazie al clamore suscitato nel pubblico e ad una lotteria il gruppo riesce rapidamente a raccogliere il denaro necessario per l'acquisto di una nave, la Deutschland.
Nel maggio 1911 la nave lascia il porto di Brema e raggiunge il 4 ottobre Buenos Aires dove imbarca provviste e carbone per dirigersi poi verso il mare di Weddell. Sino ad allora non era chiaro che il continente antartico fosse una massa compatta e molti esploratori speravano di trovare un passaggio attraverso il continente. Il progetto fallì a causa del cattivo tempo e del disgelo che spazzò via una stazione costruita su un iceberg. Nonostante questo Filchner fece importanti scoperte come la seconda barriera più grande dell'Antartide (barriera Filchner-Ronne) e l'individuazione della costa di Luitpold. Nel marzo 1912 la nave resta imprigionata dal pack e riesce a liberarsi soltanto nel dicembre successivo.

## Ancora in Asia
Dopo l'esperienza antartica, Filchner decide di tornare in Asia. Nel 1926 organizza a proprie spese una spedizione scientifica che lo porta sino al monastero di Kumbum nei pressi del lago Qinghai. Filchner non riceve alcun aiuto dall'ambasciata tedesca di Pechino e quando si trova a corto di denaro si aggrega ai gruppi di ricerca francese e britannico per continuare i suoi studi sulla regione di Qinghai ed effettuare misurazioni geofisiche sull'altopiano tibetano. Il 24 giugno 1928 quando tutti ormai lo credevano morto, Wilhelm Filchner fa ritorno in Germania.
Tra il 1934 ed il 1937, Wilhelm Filchner riesce ad organizzare una terza spedizione in Tibet, stavolta finanziata dal governo.

## Ultimi anni
Nel 1937 riceve insieme con il chirurgo Ferdinand Sauerbruch il premio nazionale tedesco per l'arte e la scienza.
Nel 1938 viene insignito della medaglia Carus per la geografia per i suoi contributi alle scienze naturali.
Nel 1939 è di nuovo in Nepal dove viene sorpreso dallo scoppio della seconda guerra mondiale. Internato a Patne in India dal 1940 al 13 settembre 1941 viene trasferito nel campo di Purandhar nel settembre 1941. Nel novembre 1946 viene spostato nel campo di Satara nel Maharashtra e successivamente a Poona, sempre nel Maharashtra.
Riesce a ritornare in Europa soltanto nel 1948 dove risiederà a Zurigo sino al 1957, anno di morte.
Negli anni cinquanta gli viene dedicata una scuola a Wolfhagen (distretto di Kassel).
È stato membro della società di eugenetica sin dalla sua fondazione, nel 1905.

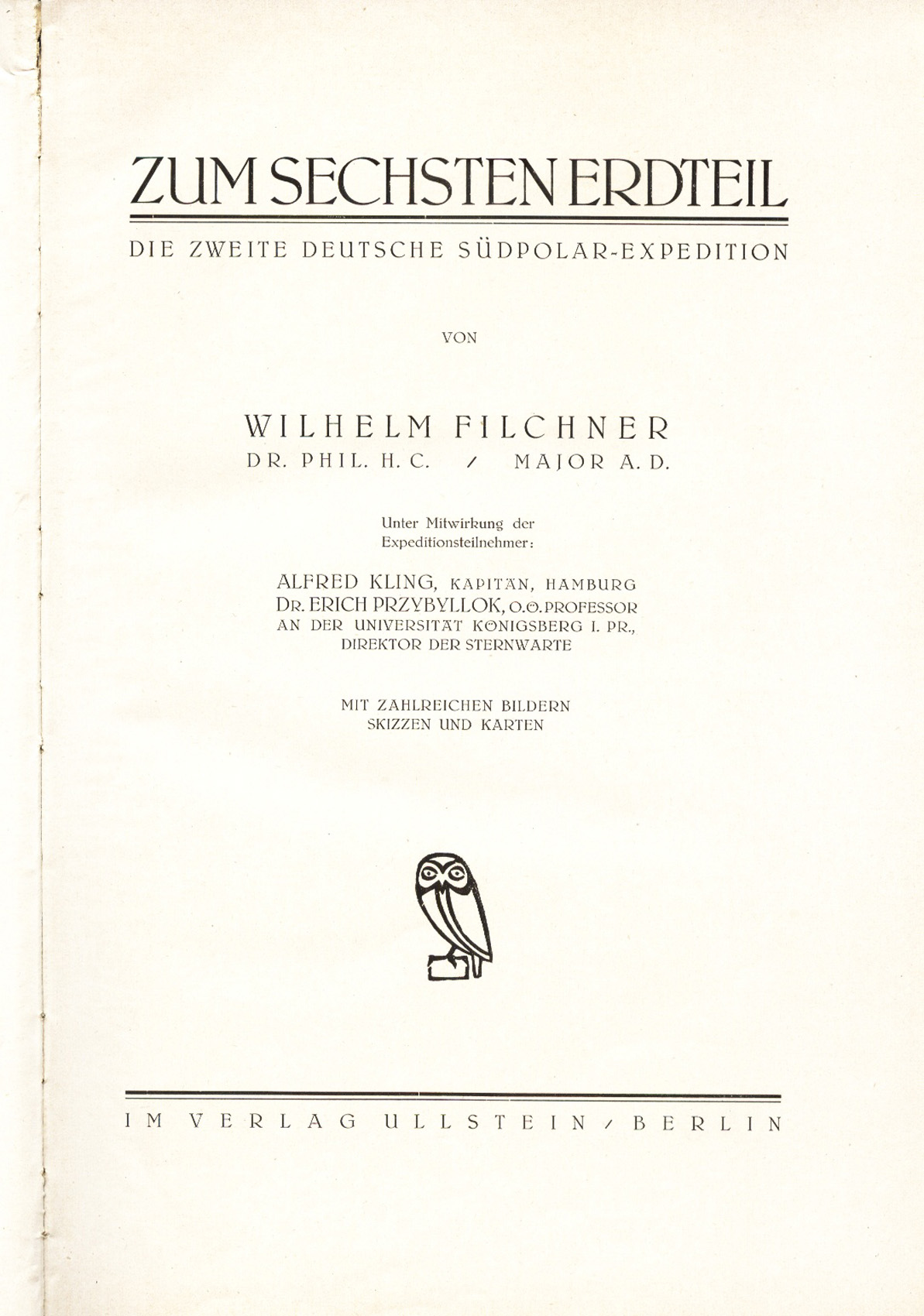
Il libro di Filchner sulla sua spedizione in Antartide.

## Opere
- (DE)  Ein Ritt über den Pamir.
- (DE)  Das Kloster Kumbum, 1906.
- (DE)  Zum sechsten Erdteil. Die zweite deutsche Südpolar-Expedition, 1922.
- (DE)  Tschung-Kue – Das Reich der Mitte – Alt-China vor dem Zusammenbruch, 1924.
- (DE)  Sturm über Asien, 1924.
- (DE)  Quer durch Ost-Tibet, 1926.
- (DE)  Wetterleuchten im Osten. Erlebnisse eines diplomatischen Geheimagenten, 1927.
- (DE)  Om mani padme hum. 1928? (erschienen in 27 Auflagen, über die Tibetexpedition 1926/28).
- (DE)  Kumbum Dschamba Ling. Das Kloster der hunderttausend Maitreyas. Ein Ausschnitt aus Leben und Lehre des heutigen Lamaismus, 1933.
- (DE)  Bismillah! – Vom Huang-ho zum Indus, 1938.
- (DE)  Ein Forscherleben. Wiesbaden 1951.
- (DE)  In der Fieberhölle Nepals Wiesbaden 1952.